# Иле (село)
И́ле (латыш. Īle) — населённый пункт в южной части Латвии, расположенный в Ильской волости Ауцского края. До 1 июля 2009 года входил в состав Добельского района.
Является центром Ильской волости. Расстояние до Добеле — 22 км, до Ауце — 2 км, до Риги — 93 км. По данным на 2015 год, в населённом пункте проживало 220 человек.

## История
В исторических источниках Ильское поместье упоминается с 1530 года. Здесь прошли детские годы латышского писателя, фольклориста и общественного деятеля Кришьяниса Барона.
В советское время населённый пункт был центром Ильского сельсовета Ауцского района, затем входил в состав Лиелауцского сельсовета Добельского района. В селе располагалась центральная усадьба колхоза «Иле».
В Иле имеются: 2 магазина, Ильская начальная школа, библиотека, Дом культуры, докторат, почтовое отделение.